# Puchar Polski w piłce siatkowej mężczyzn (1933)
Puchar Polski w piłce siatkowej mężczyzn 1933 (Puchar PZGS) – 2. sezon rozgrywek o siatkarski Puchar Polski, zwany także zimowymi mistrzostwami Polski. W turnieju mogły wziąć udział drużyny, które zwyciężyły w eliminacjach okręgowych.

## Rozgrywki
Uczestniczące w rozgrywkach drużyny grały systemem "każda z każdą", mecz i rewanż.
 Wyniki - pierwsza runda
| Data       | Drużyna 1          | Wynik | Drużyna 2    | Sety         |
| ---------- | ------------------ | ----- | ------------ | ------------ |
| 11.03.1933 | Sokół Macierz Lwów | 2:0   | AZS Warszawa | 15:11, 16:14 |
| 11.03.1933 | Sokół Macierz Lwów | 2:0   | Cracovia     | 15:10, 15:13 |
|            |                    |       |              |              |
| 11.03.1933 | Sokół Macierz Lwów | 2:0   | ŁKS Łódź     | 17:15 15:4   |
| 11.03.1933 | Sokół Macierz Lwów | 2:0   | GKS Toruń    | 15:1, 15:4   |
|            |                    |       |              |              |
| 11.03.1933 | AZS Warszawa       | 2:0   | Cracovia     | 16:14 15:9   |
| 11.03.1933 | AZS Warszawa       | 2:0   | ŁKS Łódź     | 15:8, 15:6   |
|            |                    |       |              |              |
| 11.03.1933 | AZS Warszawa       | 2:0   | GKS Toruń    | 15:11, 15:0  |
| 11.03.1933 | Cracovia           | 2:0   | ŁKS Łódź     | 15:11, 15:13 |
|            |                    |       |              |              |
| 11.03.1933 | Cracovia           | 2:0   | GKS Toruń    | 15:13, 15:8  |
| 11.03.1933 | ŁKS Łódź           | 2:0   | GKS Toruń    | 30:9         |

 Wyniki - druga runda
| Data       | Drużyna 1          | Wynik | Drużyna 2    | Sety              |
| ---------- | ------------------ | ----- | ------------ | ----------------- |
| 12.03.1933 | Sokół Macierz Lwów | 2:1   | AZS Warszawa | 15:9, 12:15 15:10 |
| 12.03.1933 | Sokół Macierz Lwów | 2:0   | Cracovia     | 30:15             |
|            |                    |       |              |                   |
| 12.03.1933 | Sokół Macierz Lwów | 2:1   | ŁKS Łódź     | 11:15 15:9 15:9   |
| 12.03.1933 | Sokół Macierz Lwów | 2:0   | GKS Toruń    | 30:15             |
|            |                    |       |              |                   |
| 12.03.1933 | AZS Warszawa       | 2:0   | Cracovia     | 30:18             |
| 12.03.1933 | AZS Warszawa       | 2:0   | GKS Toruń    | 30:9              |
|            |                    |       |              |                   |
| 12.03.1933 | ŁKS Łódź           | 2:0   | AZS Warszawa | 30:15             |
| 12.03.1933 | ŁKS Łódź           | 2:0   | GKS Toruń    | 30:15             |
|            |                    |       |              |                   |
| 12.03.1933 | Cracovia           | 2:0   | ŁKS Łódź     | 30:19             |
| 12.03.1933 | Cracovia           | 2:0   | GKS Toruń    | 30:16             |

## Składy drużyn
- Sokoła Macierz Lwów: Kasprzak, Kopystiański, Paluch, Stenzel, Żuławski, Fedorowski, Kwaśniuk.
- AZS Warszawa: E. Olszewski, Leinweber, L. Stypiński, J. Lutz, K. Wiejchert, R. Wirszyłło, rezerwowi Z. Nowakowski, Styk.
- ŁKS Łódź: R. Chłodziński, S. Wiegt, A. Welnic, E. Ałaszewski, S. Olczak, Pęski, rezerwowy Pegza.
- Cracovia: Skucha, Seifert, Pisz, Dudek, Stefaniuk, Lech, rez. Lachmayer.
- Gimnazjalny Klub Sportowy Toruń:Stefanowicz, Buchner, Betlejowski, Stapf, Czerniewski, Żuchowski.

## Klasyfikacja końcowa
| Miejsce | Drużyna              |
| ------- | -------------------- |
| złoto   | Sokół Macierz Lwów   |
| 2.      | AZS Warszawa         |
| 3.      | Cracovia             |
| 4.      | ŁKS Łódź             |
| 5.      | Gimnazjalny KS Toruń |